# Консорция (этнология)
Консорция — в пассионарной теории этногенеза, объединение небольшой группы людей для достижения единой цели, обладающих единой исторической судьбой. Примером консорции могут служить «кружки», политические группировки, секты (поговорка «Что ни мужик то толк, что ни баба, то согласие»), преступные банды, рабочие артели и прочие подобные добровольные объединения.
Консорция в ходе процессов этногенеза может перерасти в более высокие этнические таксоны: субэтнос, этнос, суперэтнос. Процесс образования консорций особенно активен в фазе подъёма после пассионарного толчка. Большинство же консорционных объединений распадаются ещё при жизни их основателей, или переходят в состояние конвиксий. В качестве примеров консорций, послуживших началом зарождения суперэтнических систем Л. Н. Гумилёв приводит течение христиан в рамках иудаизма, разросшееся впоследствии до Византийского суперэтноса, войско людей «длинной воли» Чингисхана и группу первых римлян, поселившихся на реке Тибр. К консорциям Л. Гумилёв относил также римские легионы, участвовавшие в гражданских войнах периода «солдатских императоров».
Термин введён Л. Н. Гумилёвым.